# Torneo di Groningen 1946

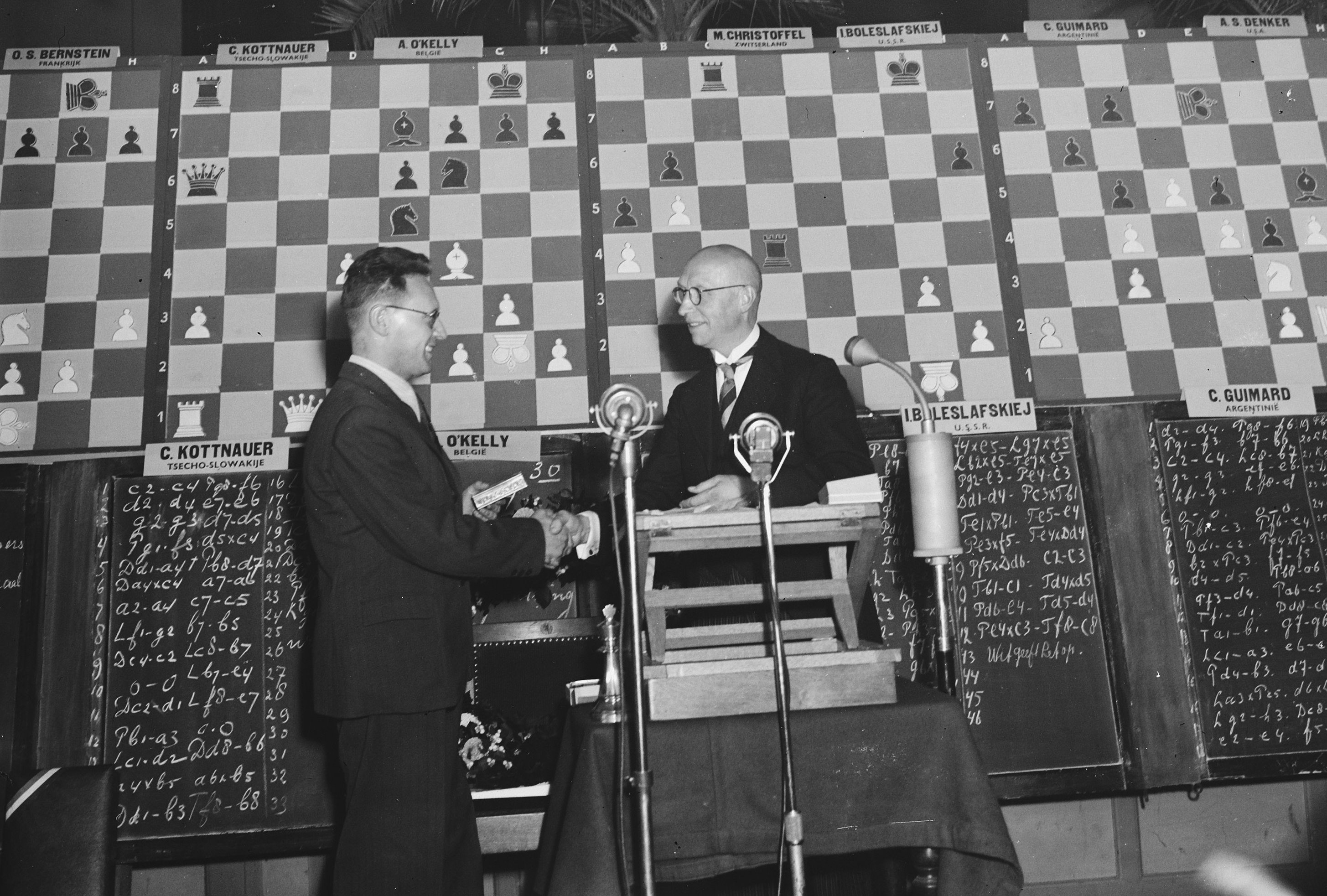
Il vincitore del torneo Mikhail Botvinnik congratulato da Hans Kmoch.

Il Torneo di Groningen 1946 è stato il primo torneo internazionale di scacchi organizzato dopo la fine della seconda guerra mondiale. Si svolse a Groningen, nei Paesi Bassi, dal 13 agosto al 7 settembre 1946. 
Mikhail Botvinnik vinse il torneo con mezzo punto di vantaggio sull'ex campione del mondo Max Euwe.
Groningen 1946 è stato anche il primo torneo al di fuori dell'Unione Sovietica al quale la federazione sovietica mandò un gruppo di giocatori a partecipare. Con il primo posto di Botvinnik, il terzo posto di Vasily Smyslov e il sesto-settimo posto di Isaac Boleslavsky e Salo Flohr, questo torneo segnò l'inizio della dominazione sovietica negli scacchi internazionali.
Il torneo fu organizzato col sistema del girone all'italiana tra venti giocatori di dodici diversi paesi. La forza media del torneo era molto alta, ma alcuni giocatori di élite non erano presenti. Per gli Stati Uniti mancavano Samuel Reshevsky e Reuben Fine, mentre per l'URSS mancava Paul Keres, al quale le autorità sovietiche non diedero il permesso di giocare all'estero in quel periodo, forse perché temevano una sua defezione in occidente.

## Tabella del torneo
|    | Giocatore                | 1 | 2 | 3 | 4 | 5 | 6 | 7 | 8 | 9 | 10 | 11 | 12 | 13 | 14 | 15 | 16 | 17 | 18 | 19 | 20 | Totale |
| -- | ------------------------ | - | - | - | - | - | - | - | - | - | -- | -- | -- | -- | -- | -- | -- | -- | -- | -- | -- | ------ |
| 1  | Mikhail Botvinnik (URS)  | * | ½ | 1 | 0 | 1 | 1 | ½ | 1 | 1 | ½  | 0  | 1  | 1  | 0  | 1  | 1  | 1  | 1  | 1  | 1  | 14½    |
| 2  | Max Euwe (NLD)           | ½ | * | 0 | ½ | 1 | 1 | ½ | ½ | ½ | 1  | 0  | ½  | 1  | 1  | 1  | 1  | 1  | 1  | 1  | 1  | 14     |
| 3  | Vasily Smyslov (URS)     | 0 | 1 | * | ½ | ½ | 1 | ½ | ½ | ½ | ½  | ½  | ½  | 1  | ½  | ½  | ½  | 1  | 1  | 1  | 1  | 12½    |
| 4  | Miguel Najdorf (ARG)     | 1 | ½ | ½ | * | 1 | 1 | ½ | 0 | ½ | ½  | ½  | ½  | 0  | 1  | ½  | ½  | ½  | 1  | 1  | 1  | 11½    |
| 5  | László Szabó (HUN)       | 0 | 0 | ½ | 0 | * | 1 | ½ | 0 | 1 | 0  | 1  | ½  | 1  | 1  | ½  | 1  | ½  | 1  | 1  | 1  | 11½    |
| 6  | Isaac Boleslavsky (URS)  | 0 | 0 | 0 | 0 | 0 | * | ½ | 1 | 1 | 1  | 1  | 1  | ½  | ½  | ½  | ½  | ½  | 1  | 1  | 1  | 11     |
| 7  | Salo Flohr (URS)[2]      | ½ | ½ | ½ | ½ | ½ | ½ | * | ½ | ½ | ½  | 0  | ½  | ½  | 1  | ½  | 1  | ½  | ½  | 1  | 1  | 11     |
| 8  | Erik Lundin (SWE)        | 0 | ½ | ½ | 1 | 1 | 0 | ½ | * | ½ | 0  | ½  | 1  | 0  | 1  | 0  | ½  | ½  | 1  | 1  | 1  | 10½    |
| 9  | Gösta Stoltz (SWE)       | 0 | ½ | ½ | ½ | 0 | 0 | ½ | ½ | * | 1  | ½  | ½  | 1  | ½  | 1  | 1  | 0  | ½  | 1  | 1  | 10½    |
| 10 | Arnold Denker (USA)      | ½ | 0 | ½ | ½ | 1 | 0 | ½ | 1 | 0 | *  | 0  | ½  | 0  | ½  | 1  | ½  | ½  | 1  | 1  | ½  | 9½     |
| 11 | Alexander Kotov (URS)    | 1 | 1 | ½ | ½ | 0 | 0 | 1 | ½ | ½ | 1  | *  | ½  | 0  | ½  | 0  | 1  | ½  | 0  | 1  | 0  | 9½     |
| 12 | Xavier Tartakower (FRA)  | 0 | ½ | ½ | ½ | ½ | 0 | ½ | 0 | ½ | ½  | ½  | *  | 1  | ½  | ½  | 1  | 1  | ½  | ½  | ½  | 9½     |
| 13 | Čeněk Kottnauer (CSK)    | 0 | 0 | 0 | 1 | 0 | ½ | ½ | 1 | 0 | 1  | 1  | 0  | *  | 1  | 1  | 0  | ½  | ½  | 0  | 1  | 9      |
| 14 | Daniel Yanofsky (CAN)    | 1 | 0 | ½ | 0 | 0 | ½ | 0 | 0 | ½ | ½  | ½  | ½  | 0  | *  | ½  | 1  | 1  | 1  | ½  | ½  | 8½     |
| 15 | Ossip Bernstein (FRA)    | 0 | 0 | ½ | ½ | ½ | ½ | ½ | 1 | 0 | 0  | 1  | ½  | 0  | ½  | *  | ½  | ½  | ½  | 0  | 0  | 7      |
| 16 | Carlos Guimard (ARG)     | 0 | 0 | ½ | ½ | 0 | ½ | 0 | ½ | 0 | ½  | 0  | 0  | 1  | 0  | ½  | *  | 1  | ½  | ½  | 1  | 7      |
| 17 | Milan Vidmar (YUG)       | 0 | 0 | 0 | ½ | ½ | ½ | ½ | ½ | 1 | ½  | ½  | 0  | ½  | 0  | ½  | 0  | *  | ½  | ½  | 0  | 6½     |
| 18 | Herman Steiner (USA)     | 0 | 0 | 0 | 0 | 0 | 0 | ½ | 0 | ½ | 0  | 1  | ½  | ½  | 0  | ½  | ½  | ½  | *  | 1  | ½  | 6      |
| 19 | Albéric O'Kelly (BEL)    | 0 | 0 | 0 | ½ | 0 | 0 | 0 | 0 | 0 | 0  | 0  | ½  | 1  | ½  | 1  | ½  | ½  | 0  | *  | 1  | 5½     |
| 20 | Martin Christoffel (CHE) | 0 | 0 | 0 | 0 | 0 | 0 | 0 | 0 | 0 | ½  | 1  | ½  | 0  | ½  | 1  | 0  | 1  | ½  | 0  | *  | 5      |